# Ловешки зоопарк
Ловешкият зоопарк е зоологическа градина в град Ловеч, в която се отглеждат животни характерни за българските земи, както и от други континенти.
Създаден през 1960-те години на XX век. Разположен е в североизточната част на Парка „Стратеш“. Общата му площ е 110 da. Разположен е сред естествена гора и добре поддържана тревна площ с алеи и детска площадка. Достъпът до него е пешеходен и по асфалтов път. Посетителите могат да се ориентират с указателни табели. Открит е на 27 май 1964 г.
Отглеждат се около 400 животни от около 70 вида. Сред тях са представители на видове характерни за България, както и за различни континенти. В зоопарка може да бъдат наблюдавани сибирски тигри, лъв, едногърба камила, двугърба камила, зубър, кон на Пржевалски, алпаки, дългоносо мече, енот, петнист елен (сика), благороден елен, елен лопатар, европейски муфлон, кафява мечка, няколко вида маймуни, папагали и различни видове птици.
Известна част от животните са спасени от различни организации. Същите са получили необратими контузии, които не позволяват повторното им връщане в природата на България.
Зоопаркът е предпочитано място за посещение от ловешките граждани и гостите на града. Има пряка пешеходна връзка с Алея на българо-руската дружба, Белия паметник, Черния паметник, Паметникът на Васил Левски, Музей Васил Левски и Архитектурно-исторически резерват „Вароша“.

## Галерия
- Животни в зоопарка
- Нанду
- Як
- Кафява мечка
- Розов пеликан
- Японски елен
- Двугърба камила
- Кон на Пржевалски
- Бизони